# 古澤勝吾
古澤 勝吾（ふるさわ しょうご、1996年9月5日 - ）は、滋賀県長浜市（旧木之本町）出身の元プロ野球選手（内野手、右投右打）。YouTuber。姓の表記が文献などによっては「古沢」の場合もある。

## 経歴

### プロ入り前
木之本小学校2年生の時に「木之本球友クラブ」で野球を始め、当時は投手兼三塁手だった。木之本中学校では「湖北ボーイズ」に所属し、3年生の時に全国大会に出場した。
九国大付属高校では1年生の秋に遊撃手のレギュラーになり、2年生の時から3番を務めた。3年生の時の夏の甲子園・福岡大会5回戦の福岡工大城東戦でサイクルヒットを記録した。チームは福岡大会で優勝、全国大会に出場したが1回戦で東海大四（現・東海大札幌）に1-6で敗れた。自身は3番・遊撃手で先発出場、4打数1安打だった。高校通算27本塁打。
2014年10月23日に行われたプロ野球ドラフト会議で福岡ソフトバンクホークスに3巡目で指名され、年俸600万円で契約合意し入団した。背番号は59。高校の同級生である清水優心も、同ドラフトで北海道日本ハムファイターズに2位で指名され入団した。

### プロ入り後
2015年は二軍公式戦に二塁手・三塁手・遊撃手として58試合に出場し、154打数31安打19打点、1本塁打、打率.201の成績だった。
2016年、一軍公式戦の出場は無く、二軍公式戦において64試合に出場し、打率.220、9打点の成績を残す。シーズンオフの11月25日から台湾で開催された2016アジアウインターベースボールリーグのNPBウエスタン選抜メンバーに選ばれ、大会では18試合に出場し、51打数14安打14打点、1本塁打3盗塁、打率.275の成績だった。
2017年、前年に引き続き一軍公式戦の出場は無く、二軍公式戦では41試合に出場。打率.120、5打点と成績が低迷した。
2018年も一軍公式戦出場はなく、11月30日に自由契約公示され、同年11月20日に育成選手として再契約された。背番号は124。
2019年は三軍が主戦場となり、二軍では打率.117という成績に終わるも、引き続き育成選手として再契約。
2020年は打撃の調子が上向き、二軍公式戦61試合に出場して打率.276。特に後半に調子をあげ、9月の月間打率は.440、10月も3割を打っていた。しかし、支配下登録に戻ることなく、11月4日に球団より戦力外通告を言い渡された。

### 現役引退後
現役引退後の2021年より、ソフトバンクの野球振興部に所属して「ホークスジュニアアカデミー」のコーチを務める。
2023年からは球団のアマチュアスカウトに就任し、東海地方、滋賀県、福井県を担当する。

## 選手としての特徴・人物
50mを6秒0で走る俊足と遠投110mの強肩を誇る内野手。俊敏なフットワークを生かした守備範囲の広さと球際の強さが武器。打撃面ではパンチ力を秘める。
幼少期は父親と二人三脚で練習に励んだ。練習はスパルタ式であり、自身が学校から帰宅すると父親が仕事から戻るまで走り込み、帰宅後は投球練習、ティー打撃と毎日夜21時過ぎまで過酷なメニューをこなした。古澤は当時を振り返り、「試合で結果を残せない日は大変だった。試合会場から『走って帰れ!』と言われて泣きながらランニングをしていた。記憶する限りだと10キロ以上はあったと思うけど途中、友達の車に乗せてもらって命拾いした。（父は）厳しいだけでなく、結果を出せば褒めてくれる。アメとムチがあったから付いて来られたと思う。高校入学後も遠いのにわざわざ滋賀から試合を見に来てくれて。何とか恩返ししたい」と語っている。

## 詳細情報

### 年度別打撃成績
- 一軍公式戦出場なし

### 背番号
- 59 （2015年 - 2018年）
- 124 （2019年 - 2020年）

### 登場曲
- 「Share Happiness」BREATHE（2015年）
- 「富士の国」長渕剛（2016年）
- 「AGEHA」GENERATIONS（2017年 - 2019年）
- 「Que Viva la Vida」Wisin（2018年 - 2019年）
- 「What I Motha Fuckin' name?」CITY-ACE （2020年）
- 「Stronger」AK-69 （2020年）

### 代表歴
- 2016アジアウインターベースボールリーグ：NPBウエスタン選抜